# Folies
Folies là một xã ở tỉnh Somme, vùng Hauts-de-France, Pháp.

## Địa lý
A small village Xã này tọa lạc trên đường D329, khoảng 23 dặm Anh về phía đông nam của Amiens.

## Dân số
| 1962                                                           | 1968 | 1975 | 1982 | 1990 | 1999 |
| -------------------------------------------------------------- | ---- | ---- | ---- | ---- | ---- |
| 86                                                             | 102  | 106  | 85   | 88   | 86   |
| Số liệu điều tra dân số từ năm 1962, dân số không tính hai lần |      |      |      |      |      |